# Микаелян, Алла Анатольевна
Алла Анатольевна Микаелян (урождённая Капчикаева; род. 19 декабря 1969, Каракокша, Алтайский край) — советская и армянская лыжница, тренер.

## Биография
Алла занимается лыжными гонками с 11 лет. Основные успехи пришлись на юниорский этап карьеры. На чемпионате СССР 1988 года выиграла «бронзу» в составе команды Профсоюзов.
В 1995 году переехала с семьёй в Армению, после чего согласилась возобновить карьеру и представить страну на Олимпийских играх 1998 года в Нагано, где была знаменосцем сборной на церемонии открытия. В своей единственной гонке на Играх (30 км свободным стилем) заняла последнее, 58-е место.
Вместе с мужем Артуром Микаеляном занимается тренерской работой, среди их «подопечных», выступавших Олимпийских играх, их сыновья Сергей (1992) и Микаел (1999), а также Артур Егоян.